# Collectables by Ashanti
Collectables by Ashanti è il primo greatest hits della cantante R&B statunitense Ashanti, pubblicato nel 2005.

## Tracce
1. Still on It (feat. Paul Wall e Method Man) – 3:49
2. Only U (feat. Ja Rule, Caddillac Tah, Merce e Black Child) (Remix) – 4:12
3. I Love You – 4:22
4. Rain on Me (feat. Charli Baltimore, Hussein Fatal e Ja Rule) (Remix) – 5:15
5. Still Down (Remix) – 4:36
6. Show You – 3:30
7. I Found It in You – 3:36
8. Breakup 2 Makeup (Remix) (feat. Black Child) – 3:44
9. Rock wit U (Awww Baby) (Remix) – 3:52
10. Focus (feat. Free) (Remix) – 3:27

## Classifiche
| Classifiche (2005) | Posizione massima |
| ------------------ | ----------------- |
| Stati Uniti        | 59                |